# Costa Rica nos Jogos Olímpicos de Verão de 2024
Costa Rica participou dos Jogos Olímpicos de Verão de 2024, realizados em Paris, na França. Foi a 17.ª aparição do país nos Jogos Olímpicos de Verão desde a estreia em Berlim 1936.
Foi representado por seis atletas que competiram em cinco esportes, mas nenhum conquistou medalhas.

## Competidores
Esta foi a participação por modalidade nesta edição:
| Esporte   | Masculino | Feminino | Total |
| --------- | --------- | -------- | ----- |
| Atletismo | 1         | 0        | 1     |
| Ciclismo  | 0         | 1        | 1     |
| Judô      | 1         | 0        | 1     |
| Natação   | 1         | 1        | 2     |
| Surfe     | 0         | 1        | 1     |
| Total     | 3         | 3        | 6     |

## Desempenho

### Atletismo
- Q = Qualificado para a próxima fase
- q = Qualificado para a próxima fase como o perdedor mais rápido ou, em eventos de campo, pela posição sem atingir o alvo para qualificação
- N/A = Fase não aplicável para o evento
- Bye = Atleta não precisou disputar aquela fase

Masculino
Eventos de pista
| Atleta          | Evento              | Baterias | Baterias | Repescagem | Repescagem | Semifinal | Semifinal | Final       | Final       | Ref.  |
| Atleta          | Evento              | Tempo    | Pos.     | Tempo      | Pos.       | Tempo     | Pos.      | Tempo       | Pos.        | Ref.  |
| --------------- | ------------------- | -------- | -------- | ---------- | ---------- | --------- | --------- | ----------- | ----------- | ----- |
| Gerald Drummond | 400 m com barreiras | 48.80    | 7        | 48.78      | 2 Q        | 49.68     | 7         | Não avançou | Não avançou | [ 5 ] |

### Ciclismo

#### Estrada
Feminino
| Atleta       | Evento             | Tempo | Pos. | Ref.  |
| ------------ | ------------------ | ----- | ---- | ----- |
| Milagro Mena | Corrida em estrada | DNF   | DNF  | [ 6 ] |

### Judô
Masculino
| Atleta           | Evento    | Primeira fase         | Oitavas              | Quartas              | Semifinais           | Repescagem           | Final / DB           | Final / DB | Ref.  |
| Atleta           | Evento    | Adversário Resultado  | Adversário Resultado | Adversário Resultado | Adversário Resultado | Adversário Resultado | Adversário Resultado | Pos.       | Ref.  |
| ---------------- | --------- | --------------------- | -------------------- | -------------------- | -------------------- | -------------------- | -------------------- | ---------- | ----- |
| Sebastián Sancho | Até 60 kg | BRA M Augusto D 00–01 | Não avançou          | Não avançou          | Não avançou          | Não avançou          | Não avançou          | =17        | [ 7 ] |

### Natação
Masculino
| Atleta       | Evento      | Eliminatórias | Eliminatórias | Semifinal | Semifinal | Final       | Final       | Ref.  |
| Atleta       | Evento      | Tempo         | Pos.          | Tempo     | Pos.      | Tempo       | Pos.        | Ref.  |
| ------------ | ----------- | ------------- | ------------- | --------- | --------- | ----------- | ----------- | ----- |
| Alberto Vega | 400 m livre | 4:03.14       | 35            | —         | —         | Não avançou | Não avançou | [ 8 ] |

Feminino
| Atleta        | Evento          | Eliminatórias | Eliminatórias | Semifinal   | Semifinal   | Final       | Final       | Ref.  |
| Atleta        | Evento          | Tempo         | Pos.          | Tempo       | Pos.        | Tempo       | Pos.        | Ref.  |
| ------------- | --------------- | ------------- | ------------- | ----------- | ----------- | ----------- | ----------- | ----- |
| Alondra Ortiz | 200 m borboleta | 2:18.56       | 18            | Não avançou | Não avançou | Não avançou | Não avançou | [ 9 ] |

### Surfe
Shortboard
| Atleta         | Evento   | Rodada 1 | Rodada 1 | Rodada 2             | Rodada 3                     | Quartas                   | Semifinal                        | Final / DB                 | Final / DB | Ref.   |
| Atleta         | Evento   | Total    | Pos.     | Adversário Resultado | Adversário Resultado         | Adversário Resultado      | Adversário Resultado             | Adversário Resultado       | Pos.       | Ref.   |
| -------------- | -------- | -------- | -------- | -------------------- | ---------------------------- | ------------------------- | -------------------------------- | -------------------------- | ---------- | ------ |
| Brisa Hennessy | Feminino | 15.56    | 1 R3     | Bye                  | POR Y Hopkins V 12.34 – 9.90 | BRA L Silva V 6.37 – 5.47 | BRA T Weston-Webb D 13.66 – 6.17 | FRA J Defay D 12.66 – 4.93 | 4          | [ 10 ] |